# Mothercare
La Mothercare è un'azienda britannica specializzata in prodotti per la maternità.

## Storia
La Mothercare venne fondata da Selim Zilkha e Sir James Goldsmith nel 1961. Venne quotata alla Borsa di Londra per la prima volta nel 1972. Nel 1982 l'azienda si fuse alla Habitat; quattro anni dopo fece lo stesso con la British Home Stores. Nel 1996 la Mothercare acquisì la Children's World dalla Boots. La Mothercare acquisì Early Learning Centre nel 2007.